# Siméon Ier le Grand
Pour les articles homonymes, voir Siméon et Siméon II.
Siméon Ier le Grand (en bulgare : Симеон I Велики (Simeon I Veliki), /si.mɛ.ˈɔn ˈpɤr.vi vɛ.ˈli.ki/), parfois Syméon, est knèze puis tsar de Bulgarie entre 893 et 27 mai 927. Les campagnes qu'il mena contre l'Empire byzantin, les Magyars et les Serbes conduisirent à l'apogée territorial de la Bulgarie, qui devint la puissance dominante des Balkans et de l'Europe orientale. Son époque, également marquée par une prospérité culturelle sans précédent, fut par la suite considérée comme l'âge d'or de la civilisation bulgare.
Sous son règne, la Bulgarie s'étendit sur un territoire compris entre la mer Égée, la mer Adriatique et la mer Noire, et la nouvelle capitale bulgare, Preslav, était comparée à Constantinople. L'Église orthodoxe bulgare devint le premier patriarcat depuis la Pentarchie, et les traductions glagolitiques bulgares des textes chrétiens se répandirent dans tout le monde slave de l'époque. Vers la moitié de son règne, Siméon abandonna ses titres de khan et puis de prince (knèze) et prit celui d'empereur (tsar) en 913 ou 917.

## Vie

### Origines et jeunesse (864/5-893)
Siméon, troisième fils du knyaz Boris Ier, naquit en 864 ou 865. La Bulgarie ayant été christianisée en 865, Siméon fut chrétien toute sa vie durant. Son nom païen ou chrétien originaire, on ne se sait pas lequel était-il. Le fils aîné de Boris, Vladimir, étant l'héritier du trône, Siméon était destiné à une carrière cléricale, peut-être à l'archevêché bulgare. Son père l'envoya à l'université de Constantinople lorsqu'il eut treize ou quatorze ans, pour qu'il y étudie la théologie. Il devint novice dans un monastère de Constantinople et prit le nom de Siméon, forme grecque de l'hébreu Shim'on, qui signifie « à l'écoute ». Durant les dix années qu'il passa dans la capitale byzantine (v. 878-888), il reçut une excellente éducation, étudiant la rhétorique de Démosthène et d'Aristote et apprit à parler couramment le grec, à un degré tel qu'il est dit « à demi-Grec » dans les chroniques byzantines. Il est possible qu'il ait reçu l'enseignement du patriarche Photios, mais aucune source ne permet de l'affirmer.
Vers 888, Siméon revint en Bulgarie et entra au monastère royal de Preslav, récemment établi « à la bouche de la Tiča », où, sous la direction de Naum de Preslav, il s'engagea dans la traduction d'importants textes religieux grecs en vieux slave, aidé par d'autres étudiants venus de Constantinople. Pendant ce temps, Boris s'était retiré dans un monastère et Vladimir lui avait succédé comme souverain de la Bulgarie. Ce dernier tenta de réintroduire le paganisme dans l'empire, et signa peut-être un traité anti-byzantin avec Arnulf de Carinthie, forçant Boris à reprendre le trône pour déposer et faire énucléer Vladimir, puis faire de Siméon le nouveau souverain, ce qui fut entériné lors d'une assemblée à Preslav. Cette même assemblée fit du bulgare l'unique langue de l'État et de l'Église, et décida de déplacer la capitale du pays de Pliska à Preslav. On ignore pourquoi Boris plaça Siméon sur le trône et non son second fils Gavril.

### Guerre commerciale avec Byzance et invasion magyares (893-895)
La longue paix avec les Byzantins établie par le père de Siméon prit fin avec lui. Un conflit éclata lorsque l'empereur byzantin Léon VI le Sage, influencé par son épouse Zoé Carbonopsina et son beau-père, déplaça les entrepôts où étaient stockées les importations bulgares de Constantinople à Thessalonique, où les marchands bulgares étaient lourdement taxés. Ceux-ci cherchèrent appui auprès de Siméon, qui se plaignit à Léon, mais celui-ci ignora son ambassade.

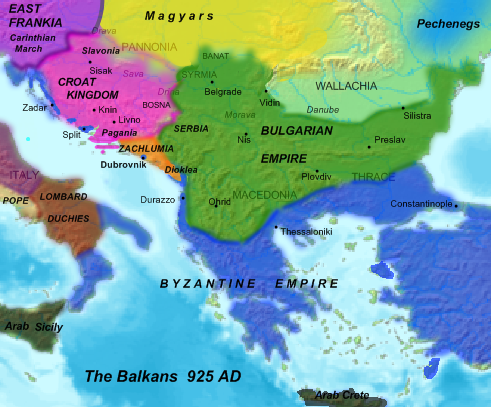
Carte représentant le territoire de la Bulgarie en 925 après J.-C., sous le règne de Siméon Ier.

Forcé d'agir, Siméon envahit l'empire byzantin durant l'automne 894, ne rencontrant que peu de résistance, la majorité des forces byzantines étant concentrées dans l'est de l'Anatolie pour lutter contre les invasions arabes. Lorsqu'il apprit l'invasion, Léon envoya une armée de gardes et de soldats stationnés à Constantinople pour arrêter Siméon, mais elle fut mise en déroute dans le thème de Macédoine. Les Bulgares firent prisonniers la plupart des mercenaires khazars et tuèrent de nombreux archontes, dont le commandant de cette armée. Cependant, Siméon ne put poursuivre son avancée vers la capitale byzantine : il dut rapidement retirer ses troupes pour faire face à une invasion magyare dans le nord. Par la suite, les historiens bulgares appelèrent ces événements « la première guerre commerciale de l'Europe médiévale ».
Les Magyars avaient été convaincus d'attaquer la Bulgarie par les Byzantins, incapables de lutter efficacement contre les Bulgares et les Arabes simultanément. Il est possible que Léon VI ait également conclu un accord avec Arnulf, afin de s'assurer que les Francs n'aideraient pas Siméon contre les Magyars. En outre, le talentueux Nicéphore Phocas le vieux (c. 840 – c. 900) fut rappelé d'Italie pour mener une armée séparée contre les Bulgares en 895 dans le seul but de les intimider. Siméon, ignorant qu'il était menacé au nord, se rua à la rencontre des troupes de Phocas, mais les deux armées ne s'engagèrent pas dans une bataille. À la place, les Byzantins firent une offre de paix, l'informant des campagnes terrestre et navale de l'empire, mais lui cachant intentionnellement l'attaque magyare prévue. Siméon, peu confiant envers l'émissaire, le mit en prison, puis ordonna que la route de la flotte byzantine sur le Danube soit bloquée avec des cordes et des chaînes, souhaitant l'immobiliser le temps de s'occuper de Phocas.
En dépit des problèmes posés par ce blocage, les Byzantins parvinrent finalement à faire traverser les forces magyares menées par Liüntika, fils d'Árpád, peut-être près de l'actuelle Galaţi, et les aida à piller les régions bulgares environnantes. Lorsqu'il fut mis au courant de cette invasion inattendue, Siméon se dirigea vers le nord pour arrêter les Magyars, laissant une partie de ses troupes sur la frontière sud pour prévenir une possible attaque de Phocas. Siméon rencontra deux fois l'ennemi dans le nord de la Dobroudja et fut vaincu à chaque fois, et il dut se retrancher à Drǎstǎr. Après avoir pillé une grande partie de la Bulgarie et atteint Preslav, les Magyars revinrent sur leurs terres, mais pas avant que Siméon ait conclu un armistice avec Byzance aux alentours de l'été 895. La paix complète fut repoussée, Léon VI réclamant la libération des Byzantins capturés lors de la guerre commerciale.

### Campagne magyare et nouvelles guerres contre Byzance (895-904)

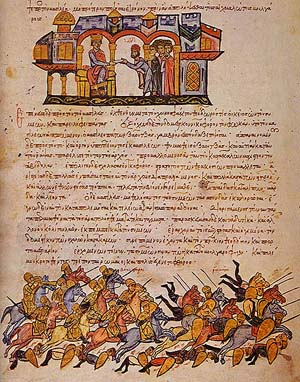
Les Bulgares mettant en déroute les troupes byzantines durant la bataille de Bulgarophygon en 896 (illustration tirée du manuscrit de Madrid).

Ayant réglé les problèmes immédiats avec les Magyars et les Byzantins, Siméon avait désormais les mains libres pour planifier une campagne punitive contre les Magyars. Il négocia une attaque commune avec les voisins orientaux des Magyars, les Petchenègues, et jeta en prison l'envoyé byzantin afin de retarder la libération des prisonniers jusqu'à la fin de la campagne contre les Magyars, ce qui lui permettrait de négocier une paix favorable à la Bulgarie. Dans les lettres qu'il échangea avec l'envoyé, Siméon refusa de libérer les captifs et tourna en ridicule les capacités d'astrologue de Léon VI.
Siméon se servit de l'invasion des terres des Slaves voisins par les Magyars en 896 comme casus belli et marcha contre les Magyars aux côtés de ses alliés petchenègues. Les Magyars subirent une défaite cuisante et totale durant la bataille du Boug méridional et durent quitter l'Etelköz pour s'installer plus à l'ouest, en Pannonie. Après leur défaite, Siméon finit par relâcher les prisonniers byzantins en échange des Bulgares capturés en 895.
Affirmant que les prisonniers n'avaient pas tous été libérés, Siméon envahit une nouvelle fois l'empire byzantin durant l'été 896, se dirigeant droit vers Constantinople. Il rencontra en Thrace une armée byzantine assemblée en hâte, mais l'anéantit durant la bataille de Bulgarophygon (actuellement Babaeski, en Turquie). Les Bulgares assiégèrent Constantinople et ne furent repoussés que lorsque Léon VI arma et envoya les combattre des prisonniers arabes en dernier recours. La guerre se conclut par un traité de paix qui dura formellement jusqu'aux alentours du décès de Léon VI, en 912, et d'après lequel les Byzantins devaient payer un tribut annuel. Ils durent aussi céder la zone comprise entre la mer Noire et Strandža aux Bulgares. Pendant ce temps, Siméon avait également imposé son autorité aux Serbes, en échange de la reconnaissance de Petar Gojniković comme leur souverain.
Siméon viola régulièrement le traité de paix passé avec Byzance, attaquant et annexant à plusieurs reprises des territoires byzantins, comme en 904, lorsque les attaques bulgares furent mises à profit par les Arabes du Grec renégat Léon de Tripoli pour entreprendre une campagne navale et s'emparer de Thessalonique. Après que les Arabes eurent pillé la ville, elle devint une proie tentante pour la Bulgarie et les tribus slaves. Pour dissuader Siméon de s'emparer de la ville et de la repeupler de Slaves, Léon VI dut faire des concessions supplémentaires aux Bulgares en Macédoine. Le traité de 904 cédait à l'Empire bulgare toutes les terres peuplées de Slaves du sud de la Macédoine et de l'Albanie, la frontière passant à environ 20 kilomètres au nord de Thessalonique.

### Reconnaissance comme empereur (912-914)
Léon VI mourut le 11 mai 912, et son fils Constantin VII, âgé de sept ans, lui succéda, sous l'autorité d'Alexandre, le frère de Léon, qui chassa son épouse Zoé du palais. Cette succession constituait une occasion en or pour Siméon, qui rêvait de conquérir Constantinople. Au printemps 913, les émissaires bulgares venus renouveler la paix de 896 furent renvoyés de Constantinople par Alexandre, qui refusait de payer le tribut annuel. Siméon se prépara alors à la guerre.

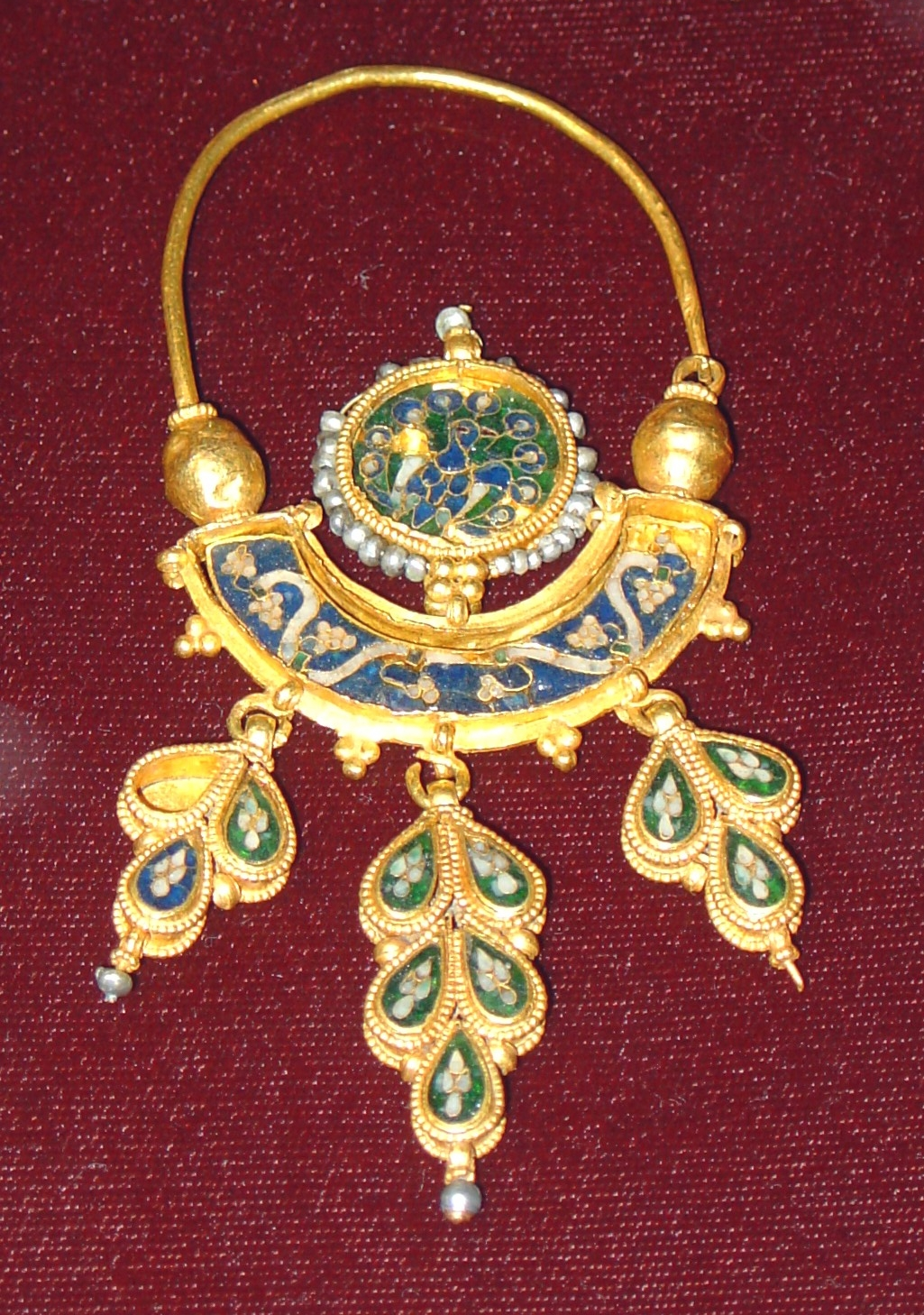
Bijou byzantin du trésor de Véliki Preslav (exposé au musée archéologique de Varna)

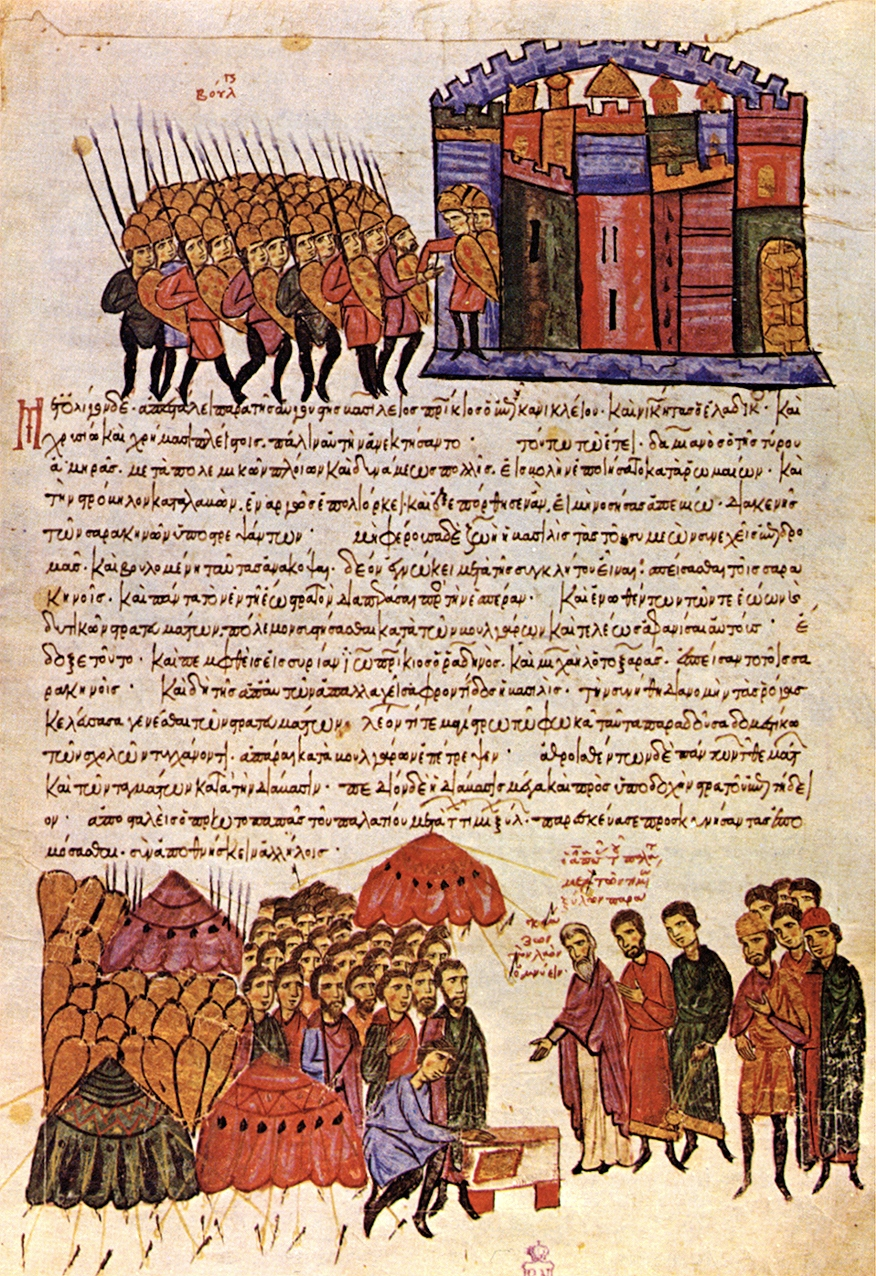
Prise d'Andrinople par Siméon en 914 (illustration tirée du manuscrit de Madrid).

Avant qu'il ne puisse attaquer, Alexandre mourut le 6 juin 913, laissant l'empire aux mains d'un conseil de régence présidé par le patriarche Nicolas. De nombreux habitants de la capitale ne reconnurent pas le jeune empereur et préférèrent soutenir le prétendant Constantin Doukas, ce qui arrangeait Siméon, sans compter les révoltes en Italie du sud et l'invasion arabe prévue en Anatolie orientale. Constantin et Nicolas tentèrent de décourager Siméon d'envahir l'empire par une longue série de lettres, mais le souverain bulgare attaqua en force en juillet ou août 913, atteignant Constantinople sans rencontrer de résistance sérieuse. Cependant, le meurtre du prétendant Doukas et la formation d'un gouvernement chapeauté par le patriarche Nicolas avaient mis un terme à l'anarchie en ville, ce qui poussa Siméon à lever le siège et à entamer des pourparlers. Les négociations aboutirent au paiement des arriérés du tribut par les Byzantins, à la promesse que Constantin VII épouserait l'une des filles de Siméon et surtout, à la reconnaissance officielle par le patriarche Nicolas de Siméon comme empereur des Bulgares au palais des Blachernes.
Peu après le passage de Siméon à Constantinople, Zoé, la mère de Constantin, revint au palais sur l'insistance du jeune empereur et commença immédiatement à éliminer les régents. Elle parvint à s'assurer le pouvoir en février 914 grâce à ses intrigues, éliminant à toutes fins pratiques le patriarche Nicolas du gouvernement, désavouant sa reconnaissance du titre impérial de Siméon et rejetant le mariage prévu de son fils avec l'une des filles de Siméon. Celui-ci n'avait plus que la guerre comme moyen d'arriver à ses fins. Durant l'été 914, il envahit une nouvelle fois la Thrace et s'empara d'Andrinople. Zoé lui envoya rapidement de nombreux présents pour le convaincre de rendre Andrinople et de se retirer. Dans les années suivantes, les troupes de Siméon restèrent dans les provinces du nord-ouest de l'empire Byzantin, autour de Drač (Durrës) et Thessalonique, sans refaire mouvement vers Constantinople.

### Les victoires d'Anchialos et Katasyrtai (917)

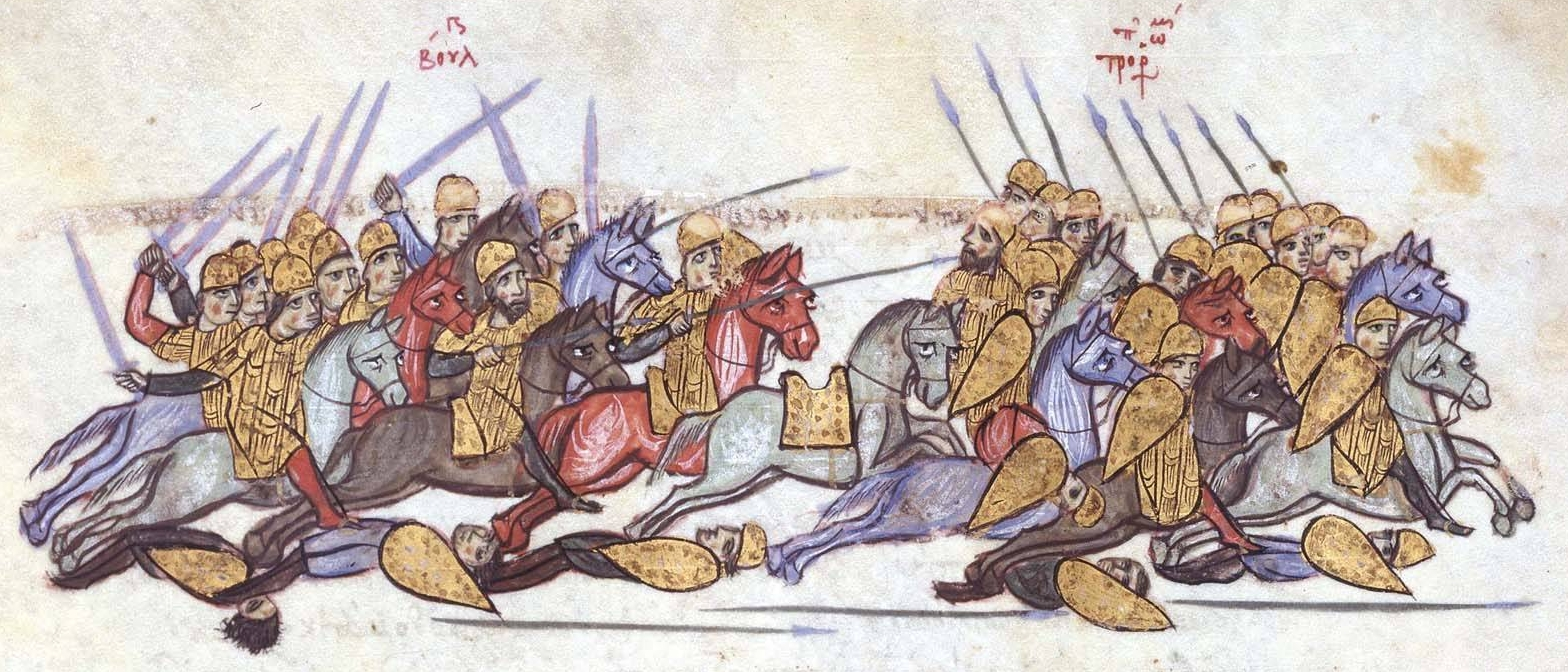
La victoire Bulgare d'Anchialos (manuscrit de Madrid).

En 917, Siméon se préparait à une nouvelle guerre contre Byzance. Il tenta de conclure une alliance dirigée contre les Byzantins avec les Petchenègues, mais ses envoyés ne purent rivaliser avec les moyens financiers des Byzantins, qui purent surenchérir. Ceux-ci tramaient également une campagne à grande échelle contre la Bulgarie et tentèrent de convaincre le prince de Serbie Petar Gojniković d'attaquer les Bulgares avec l'appui des Magyars.

Carte du déroulement de la bataille d'Anchialos.

Cette même année, une armée byzantine particulièrement importante menée par Léon Phocas, fils de Nicéphore Phocas, envahit la Bulgarie, aidée de la flotte byzantine commandée par Romain Lécapène, qui fit voile vers les ports bulgares sur la mer Noire. Alors qu'elles se dirigeaient vers Mesembria (Nesebǎr), où elles devaient être rejointes par des renforts venus par bateau, les troupes de Phocas s'arrêtèrent pour se reposer près de l'Achelaos, non loin du port d'Anchialos (Pomorie). Une fois informé de cette invasion, Siméon se rua à la rencontre des Byzantins pour les intercepter et les attaqua en sortant des collines proches de l'endroit où ils se reposaient en désordre. La bataille d'Anchialos, le 20 août 917, fut l'une des plus grandes de l'histoire médiévale. Elle vit les Bulgares mettre en déroute complète les Byzantins et tuer nombre de leurs chefs, quoique Phocas ait réussi à fuir vers Mesembria. Plusieurs décennies plus tard, Léon le Diacre écrivit que « des piles d'ossements sont toujours visibles aujourd'hui à l'Achélaos, où l'armée en fuite des Byzantins fut alors tuée de façon infâme ».
L'attaque petchenègue prévue depuis le nord échoua également, car les tribus se querellèrent avec l'amiral Lécapène, qui refusa de leur faire traverser le Danube pour aider la principale armée byzantine. Les Byzantins ne furent aidés ni par les Serbes, ni par les Magyars : ces derniers étaient engagés en Europe de l'Ouest comme alliés des Francs, tandis que les Serbes de Petar Gojniković étaient réticents à l'idée d'attaquer la Bulgarie, Siméon ayant été informé de leurs plans par Mihailo Višević de Zahumlje, un allié des Bulgares.
La victoire d'Anchialos fut rapidement suivie d'une autre pour les Bulgares. Ceux envoyés à la poursuite des survivants de l'armée byzantine approchaient de Constantinople lorsqu'ils rencontrèrent des troupes menées par Léon Phocas, qui était retourné dans la capitale, au village de Katasyrtai. Les régiments bulgares attaquèrent et défirent une nouvelle fois les Byzantins, détruisant une partie de leurs dernières unités avant de rentrer en Bulgarie.

### Punition de l'agitation serbe et campagnes tardives contre Byzance
Immédiatement après la fin de cette campagne, Siméon chercha à punir le souverain serbe Petar Gojniković qui avait tenté de le trahir en s'alliant aux Byzantins. Siméon envoya en Serbie une armée menée par deux de ses commandants, Théodore Sigritsa et Marmais. Ils parvinrent à convaincre Petar d'assister à une entrevue privée, durant laquelle il fut enchaîné et emmené en Bulgarie, où il mourut en prison. Siméon plaça Pavle Branović, jusqu'ici exilé en Bulgarie, sur le trône serbe, restaurant l'influence bulgare sur ce pays pour un moment.
Pendant ce temps, les échecs militaires byzantins provoquèrent des changements à Constantinople : l'amiral Romain Lécapène remplaça Zoé comme régent du jeune Constantin VII en 919, la forçant à se retirer dans un couvent. Romain fiança sa fille Hélène à Constantin et devint coempereur en décembre 920, assumant alors le véritable gouvernement de l'empire, ce qui était en grande partie ce que Siméon avait eu l'intention de faire.
Siméon ne pouvant plus espérer monter sur le trône de Byzance par des moyens diplomatiques, il dut à nouveau avoir recours à la guerre pour imposer ses vues. Entre 920 et 922, il accentua sa pression sur Byzance, menant des campagnes à l'ouest en Thessalie et à l'est en Thrace, jusqu'aux Dardanelles et à l'isthme de Corinthe. Les troupes de Siméon apparurent devant Constantinople en 921, lorsqu'elles réclamèrent la déposition de Romain et s'emparèrent d'Andrinople, et en 922, lorsqu'elles remportèrent la bataille de Pigae, brûlèrent la majeure partie de la Corne d'Or et s'emparèrent de Bizye,. Pendant ce temps, les Byzantins tentèrent de soulever la Serbie contre Siméon, mais ce dernier remplaça Pavle par Zaharije Pribisavljević, un réfugié à Constantinople qu'il avait capturé.

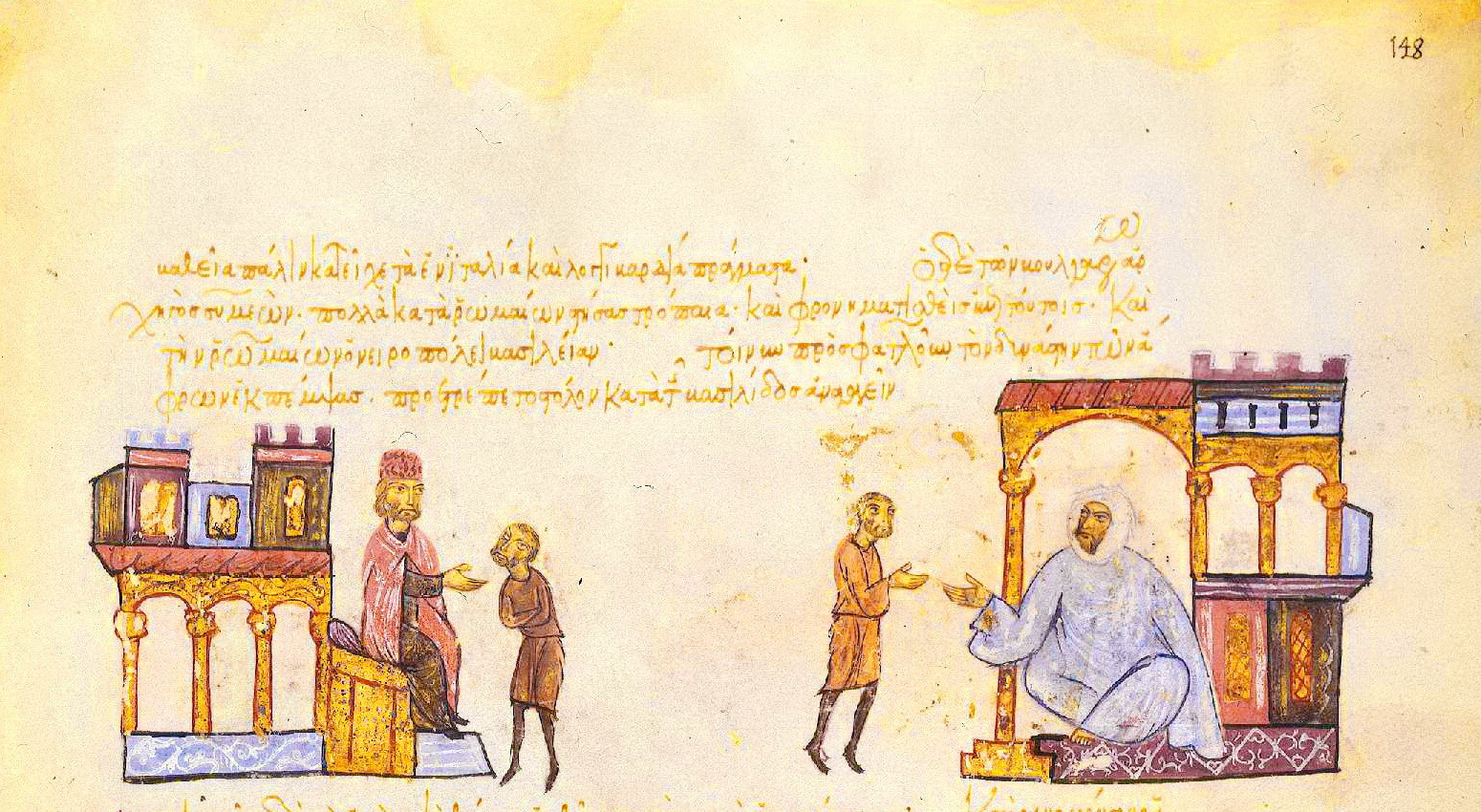
Siméon envoie des émissaires chez les Fatimides (manuscrit de Madrid).

Désespérant de prendre Constantinople, Siméon planifia une vaste campagne en 924 et envoya des émissaires au calife fatimide ‘Ubayd Allâh al-Mahdî, dont la puissante flotte lui était nécessaire. Le calife accepta et envoya ses propres émissaires aux Bulgares pour négocier les termes de l'alliance. Cependant, les envoyés furent capturés en Calabre par les Byzantins. Romain offrit la paix aux Arabes ainsi que de généreux dons, anéantissant leur alliance avec la Bulgarie.
En Serbie, les Byzantins persuadèrent Zaharija Pribislavljević de se révolter contre Siméon. Il fut soutenu par de nombreux Bulgares, lassés des campagnes incessantes menées contre Byzance par Siméon. L'empereur bulgare envoya des troupes commandées par Sigrica et Marmais, mais elles furent vaincues et ses deux commandants pendus et leurs têtes envoyées à Siméon. Siméon signa un armistice avec Byzance pour pouvoir se concentrer sur la répression du soulèvement. Siméon comprit alors qu’il n'est pas possible d’occuper la Serbie sans avoir à la tête de ses troupes un général serbe qui connaisse bien ces régions montagneuses et couvertes de forêts. Il décide alors de remettre à la tête de son armée un Serbe, Časlav Klonimirović, fils de Klonimir de la dynastie des Vlastimirović.
En 924, Časlav pénètre en Serbie avec son armée. Zaharija est pris de court, car il ne pensait pas que Siméon aurait pu lever une nouvelle armée aussi vite ; et lorsqu'il apprend que Časlav est le général de cette armée, il décide de fuir en Croatie.
Durant l'été 924, Siméon arriva à Constantinople et demanda à voir le patriarche et l'empereur. Il s'entretint avec Romain sur la Corne d'Or le 9 septembre 924 et conclut une paix selon laquelle Byzance paierait une taxe annuelle à la Bulgarie, mais récupèrerait quelques villes sur les côtes de la mer Noire<. Durant l'entrevue des deux monarques, il est dit que deux aigles se croisèrent dans le ciel et se séparèrent, l'un d'entre eux volant au-dessus de Constantinople et l'autre en direction de la Thrace, symbolisant l'impossible réconciliation entre les deux souverains. Dans sa description de cette rencontre, Théophane le Confesseur indique que « les deux empereurs […] conversèrent », ce qui peut signifier que les prétentions impériales de Siméon furent de nouveau reconnues par Byzance.

### Guerre contre la Croatie et mort (925-927)
Vraisemblablement après, et sans doute au moment même du décès du patriarche Nicolas en 925, Siméon fit de l'Église orthodoxe bulgare un patriarcat. On peut rapprocher ce mouvement des relations diplomatiques entre Siméon et la papauté entre 924 et 926, durant lesquelles il demanda et reçut la reconnaissance, par le pape Jean X, de son titre d'« empereur des Romains », égal à celui de l'empereur de Byzance, et peut-être la confirmation d'une dignité de patriarche pour le chef de l'Église orthodoxe bulgare.
En 926, les troupes de Siméon sous le commandement d'Alogobotour envahirent la Croatie, alors alliée à Byzance, mais subirent une défaite sans appel face aux armées du roi Tomislav durant la bataille des montagnes bosniaques. Craignant une contre-attaque bulgare, Tomislav accepta d'abandonner son alliance avec Byzance et de signer la paix sur la base d'un statu quo négocié par le légat du pape Madalbert. Durant les derniers mois de sa vie, Siméon prépara un autre siège de Constantinople, en dépit des appels désespérés de Romain pour la paix.
Le 27 mai 927, Siméon mourut d'insuffisance cardiaque dans son palais de Preslav. Les chroniqueurs byzantins rapportent une légende liée à ce décès, selon laquelle il mourut au moment même où Romain décapita une statue qui était son double inanimé.
C'est son fils Pierre Ier qui lui succéda, avec Georges Sursuvul ou Sursubul, oncle maternel du nouvel empereur, comme régent. Le nouvel empereur épousa Maria (Irène), petite-fille de Romain. Le traité de paix signé par la Bulgarie et Byzance en octobre 927 confirma les frontières existantes, de même que la dignité impériale du souverain bulgare et le statut patriarcal du chef de l'Église bulgare.

## Culture et religion
Le règne de Siméon marque l'apogée culturel de la Bulgarie, qui devient le centre littéraire et spirituel du monde slave. Dans ce domaine, Siméon poursuivit la politique de son père Boris, propageant la culture slave et attirant intellectuels et écrivains à l'intérieur du pays. L'activité littéraire du pays se concentre dans les écoles littéraires de Preslav et d'Ohrid, fondées sous le règne de Boris.
La fin du IXe et le début du Xe siècle constituent la première et la plus productive période de la littérature bulgare médiévale. Ayant passé sa jeunesse à Constantinople, Siméon introduisit la culture byzantine à la cour de Bulgarie, mais élimina ses effets d'assimilation par la puissance militaire et l'autonomie religieuse. Les disciplines de Cyrille et Méthode, parmi lesquels Clément d'Ohrid, Naum et Constantin de Preslav, poursuivirent leur tâche éducative en Bulgarie, traduisant nombre de textes chrétiens en bulgare, notamment la Bible et les écrits de Jean Chrysostome, Basile de Césarée, Cyrille d'Alexandrie, Grégoire de Nazianze et Athanase d'Alexandrie, ainsi que les chroniques historiques de Jean Malalas et George Hamartolus.
Siméon fit de Preslav, la nouvelle capitale bulgare, un prestigieux centre religieux et culturel, conçue plus comme une démonstration de l'âge d'or du royaume et une résidence royale qu'une forteresse militaire. Avec sa vingtaine d'églises, ses nombreux monastères, l'impressionnant palais royal et la Basilique Dorée (ou Ronde), Preslav était une véritable capitale impériale. Le développement de l'art bulgare pendant cette période est illustré par un ensemble de céramiques illustrées caractéristiques.

## Famille
Siméon se maria à deux reprises. De sa première femme, dont l'identité est inconnue, Siméon eut un fils, Michel, né avant 913. Il fut exclu de la succession en 927 et envoyé dans un monastère. Il mourut en 931, peu après avoir organisé une révolte.
De sa deuxième femme, la fille de l'influent noble Georges Sursuvul ou Sursubul, il eut trois fils : Pierre, qui lui succéda comme empereur de Bulgarie en 927 et régna jusqu'en 969, Ivan, qui se révolta contre Pierre en 928 et s'enfuit à Byzance, et Benjamin (Bajan ou Bojan), qui, d'après l'historien lombard Liutprand de Crémone, « possédait le pouvoir de se transformer soudain en un loup ou autre étrange animal ».
Siméon eut également plusieurs filles, dont une qui devait épouser Constantin VII en 913 et naquit donc avant cette date. Le mariage fut annulé par Zoé, la mère de Constantin, après son retour à la cour.

### Arbre généalogique
|                                  |                                  |                                  |                                  |                                         |                                         |                                         |                                         |                                         |                       |        |        |
| Boris Ier († 907, règne 852-889) | Boris Ier († 907, règne 852-889) | Boris Ier († 907, règne 852-889) | Boris Ier († 907, règne 852-889) | Maria                                   | Maria                                   | Maria                                   | Maria                                   | Maria                                   | Maria                 | Maria  | Maria  |
|                                  |                                  |                                  |                                  |                                         |                                         |                                         |                                         |                                         |                       |        |        |
|                                  |                                  |                                  |                                  |                                         |                                         |                                         |                                         |                                         |                       |        |        |
|                                  |                                  |                                  |                                  |                                         |                                         |                                         |                                         |                                         |                       |        |        |
| Vladimir (règne 889-893)         | Vladimir (règne 889-893)         | Gabriel (Gavril)                 | Gabriel (Gavril)                 |                                         |                                         | Jacob (Jakov)                           | Jacob (Jakov)                           | Eupraxia (Evpraksija)                   | Eupraxia (Evpraksija) | Anna   | Anna   |
|                                  |                                  |                                  |                                  |                                         |                                         |                                         |                                         |                                         |                       |        |        |
|                                  | 1 inconnue                       | 1 inconnue                       | 1 inconnue                       | Siméon Ier (864/865-927, règne 893-927) | Siméon Ier (864/865-927, règne 893-927) | 2 fille de Georges Sursuvul ou Sursubul | 2 fille de Georges Sursuvul ou Sursubul | 2 fille de Georges Sursuvul ou Sursubul |                       |        |        |
|                                  |                                  |                                  |                                  |                                         |                                         |                                         |                                         |                                         |                       |        |        |
|                                  |                                  |                                  | 1                                | 1                                       | 2                                       | 2                                       | 2                                       | 2                                       | 2                     | 2      | ?      |
|                                  |                                  | Michel († 931)                   | Michel († 931)                   | Pierre Ier (apr. 912-970 règne 927-969) | Pierre Ier (apr. 912-970 règne 927-969) | Ivan                                    | Ivan                                    | Benjamin                                | Benjamin              | filles | filles |

## Héritage et culture populaire

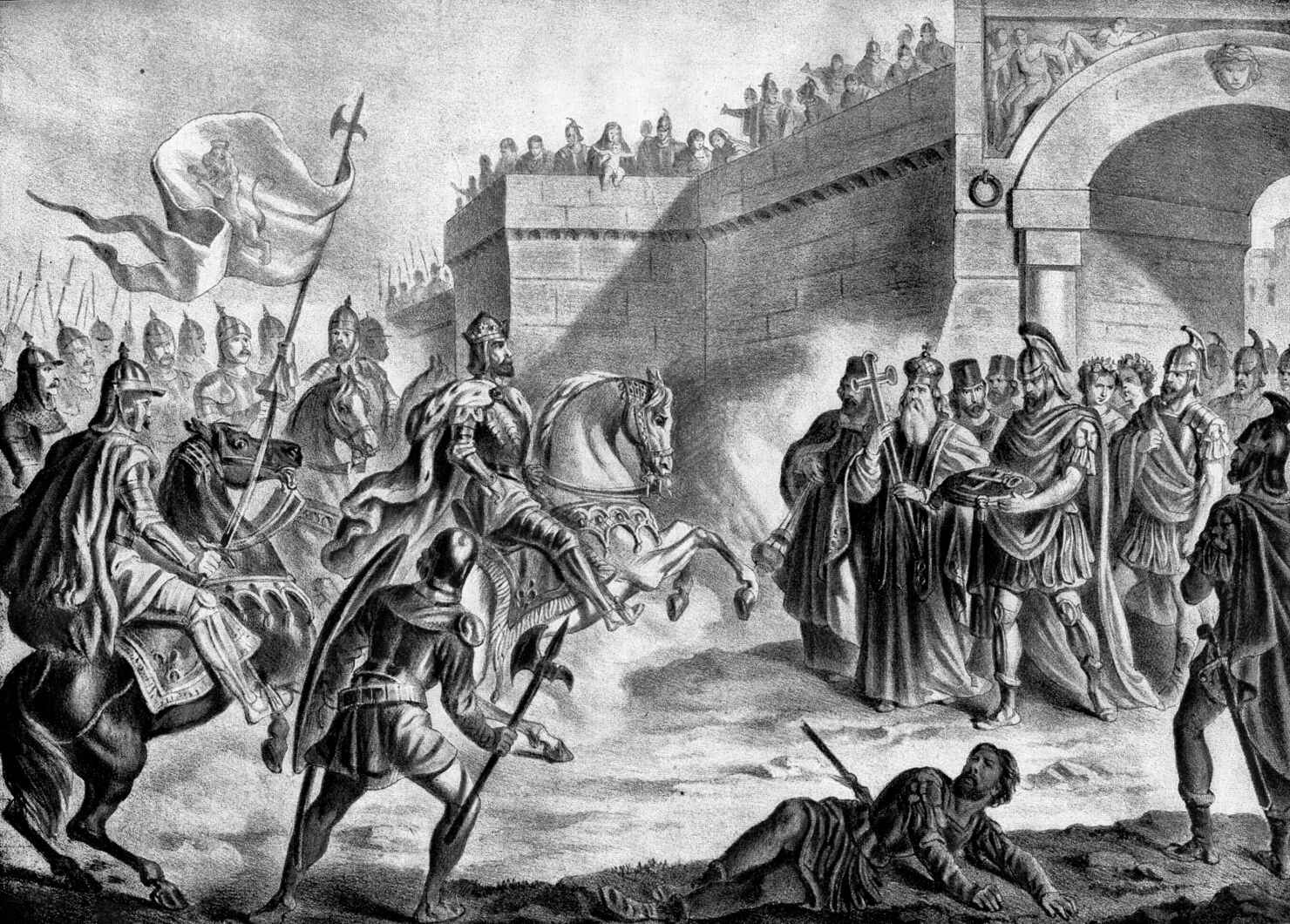
Le tsar Siméon le Grand aux portes de Constantinople, gravure du XIXe siècle

Le tsar Siméon Ier est l'une des figures historiques bulgares les plus estimées, comme le montrent les votes de l'émission télévisuelle Velikite Balgari (dérivée des 100 Greatest Britons), en février 2007, qui le placèrent au quatrième rang des Bulgares les plus grands de tous les temps. Le dernier monarque bulgare, Siméon de Saxe-Cobourg-Gotha, fut nommé d'après lui. Une marque de rakia de raisin de haute qualité, Car Simeon Veliki, porte son nom, et un sommet de l'île Livingston, dans les Shetland du Sud, a été baptisé pic Siméon en son honneur par la Commission bulgare pour des toponymes antarctiques.
Siméon le Grand est apparu souvent dans des œuvres de fiction. L'écrivain bulgare Ivan Vazov lui dédia un poème patriotique pour enfants, Car Simeon, et il devint par la suite une chanson, Kraj Bosfora šum se vdiga (« Du bruit se fait près du Bosphore »). En 1984, une série dramatique en onze épisodes, Zlatnijat vek (Âge d'or), relate l'histoire du règne de Siméon, qui est interprété par Marius Donkin. En décembre 2006 a eu lieu la première d'un drame historique intitulé Car Simeon — Zlatnijat vek et produit par Stefan Stajčev, le directeur du théâtre de Silistra. Ivan Samokovliev y interprète le premier rôle, celui de Siméon.